# 克鲁碘泡虫
克鲁碘泡虫（学名：Myxobolus krokhini）为碘泡科碘泡虫属的动物。分布于俄罗斯以及海南等，营寄生生活，寄生在纹唇鱼的肾。